# ياسمين آن ألين
ياسمين آن ألين (بالإنجليزية: Jasmine Ann Allen)‏ هي مغنية وتارينتو وممثلة أمريكية، ولدت في 1 سبتمبر 1985 في سياتل في الولايات المتحدة.

## وصلات خارجية
- ياسمين آن ألين على موقع IMDb (الإنجليزية)
- ياسمين آن ألين على موقع ميوزك برينز (الإنجليزية)